# BlackBerry Priv

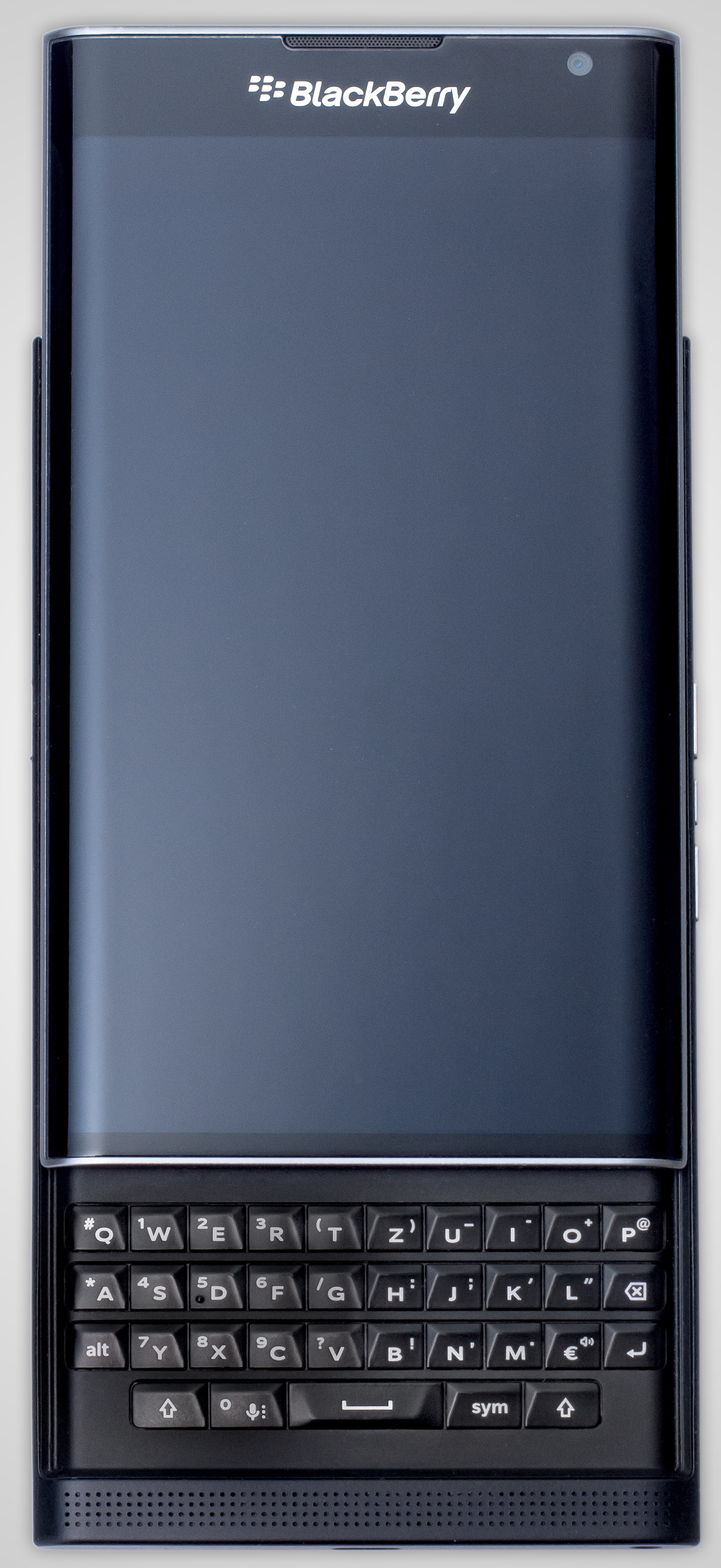
Blackberry Priv

BlackBerry Priv é um smartphone com um teclado deslizante desenvolvido pela BlackBerry. Após uma série de fugas de informação, foi oficialmente anunciado pelo CEO da BlackBerry, John Chen, em 25 de setembro de 2015, com as pré-encomendas a abrirem em 23 de outubro de 2015 para um lançamento em 6 de novembro de 2015.
O Priv é o primeiro smartphone BlackBerry a não correr num dos sistemas operativos proprietários da empresa (ou seja, BlackBerry 10, BlackBerry OS); em vez disso, corre uma versão do Android. Ao utilizar o Android, a empresa procura tirar partido do maior número de aplicações disponíveis no Android através da Google Play Store, ao contrário dos dispositivos existentes, que estavam limitados a aplicações disponíveis apenas na BlackBerry World e na Amazon Appstore não oficial.